# The Christmas Show
The Christmas Show was een jaarlijks terugkerende musical die in het teken stond van het kerstfeest. Ieder jaar had de musical een ander verhaal en bijna een geheel nieuwe cast, enkele acteurs waren in meerdere edities te zien.
De musical ging op 26 december 2015 in première in het Ziggo Dome in Amsterdam en werd geproduceerd door RTL Live Entertainment in samenwerking met Stage Entertainment. Vanaf 2017 tot en met 2019 werden de musicals mede-geproduceerd door MediaLane.

## Edities

### The Christmas Show 2015
In september 2015 maakte RTL Nederland bekend dat ze bezig waren met het opzetten van de eerste editie van The Christmas Show, hiermee wilde RTL zich naast televisie en film zich ook meer gaan focussen op live entertainment voor de massa. Diezelfde maand werden de eerste namen waaronder die van Nicolette van Dam en Ron Brandsteder bekendgemaakt. De eerste editie ging op 26 december 2015 in première.
Rolverdeling
| Acteur            | Rol                 |
| ----------------- | ------------------- |
| Carlo Boszhard    | ?                   |
| Nicolette van Dam | De Kerstfee         |
| O'G3NE            | De drie goede Feeën |
| Jamai Loman       | -                   |
| Edsilia Rombley   | -                   |
| Kirsten Michel    | Elsa (Frozen)       |
| Ron Brandsteder   | Kerstman            |

### The Christmas Show 2016
In juni 2016 werd bekend dat The Christmas Show voor een tweede editie zou terugkeren. Voor de tweede editie werd een compleet nieuwe verhaal ontwikkeld, enkel Carlo Boszhard, Nicolette van Dam en Jamai Loman keerde terug sommige wel in een andere rol dan voorheen. Daarnaast werden nieuwe bekende namen waaronder Buddy Vedder en Karin Bloemen toegevoegd. Epke Zonderland maakte in deze editie zijn theaterdebuut, speciaal voor hem werd de rol van een magische acrobaat genaamd De Tuymelaar ontwikkeld. Zonderland had hierdoor weinig tekst en deed vooral verschillende turn elementen door de zaal.
Rolverdeling
| Acteur                 | Rol                                     |
| ---------------------- | --------------------------------------- |
| Carlo Boszhard         | De Droommaker                           |
| Buddy Vedder           | Ziggy Stardust, Droommaker in opleiding |
| Nicolette van Dam      | De Kerstfee                             |
| verschillende kinderen | Eefje                                   |
| Karin Bloemen          | Oma Wiedewaai, oma van Eefje            |
| Epke Zonderland        | De Tuymelaar, een magische acrobaat     |
| Jamai Loman            | -                                       |
| Leona Philippo         | -                                       |

### The Christmas Show 2017: A Christmas Carol
In juni 2017 werd de derde editie van The Christmas Show aangekondigd, om zich beter te onderscheiden kreeg deze een extra titel. De derde editie verscheen onder de naam The Christmas Show: A Christmas Carol. Carlo Boszhard en Buddy Vedder keerde als enige acteurs terug in deze editie. Daarnaast werden bekende namen zoals Yolanthe Sneijder-Cabau en Danny de Munk toegevoegd. Voor illusionist Victor Mids werd een speciale rol gemaakt waardoor hij zich minder op het acteren hoefde te richten en zich juist bezig hield met verschillende illusies die hij met het publiek uitvoerde. In tegenstelling tot de twee eerdere edities werd van deze voorstelling een registratie gemaakt en deze werd op eerste kerstdag uitgezonden door RTL 4.
Rolverdeling
| Acteur                                     | Rol                                            |
| ------------------------------------------ | ---------------------------------------------- |
| Carlo Boszhard                             | Jakob van der Geest, de oud manager van Justin |
| Buddy Vedder                               | Justin Scrooge                                 |
| Holly Mae Brood                            | Danseres Emily, de ex-vriendin van Justin      |
| Yolanthe Sneijder-Cabau                    | Bobbie, assistent van Justin                   |
| Danny de Munk                              | Fred, neef van Justin                          |
| Silver Metz, Thimo van Haaren, Viggo Neijs | Kleine Tim, zoon van Bobbie                    |
| Glennis Grace                              | De Geest van Toen                              |
| Martijn Fischer                            | De Geest van Nu                                |
| Victor Mids                                | De Geest van Straks                            |

### The Christmas Show 2018: Assepoester en het Kerstbal
De vierde editie verscheen onder de naam The Christmas Show: Assepoester en het Kerstbal. Wederom keerde Carlo Boszhard en Buddy Vedder als enige acteur terug in de voorstelling, wel beide in andere rollen. Naast hen werden onder andere Celinde Schoenmaker, Berget Lewis en Pip Pellens aan de cast toegevoegd. Tevens kreeg Fred van Leer een rol in de voorstelling, hij vertolkte als eerste man een vrouwelijke rol. Door de snelle kaartverkoop werd een extra voorstelling aan de editie toegevoegd.
Rolverdeling
| Acteur              | Rol                          |
| ------------------- | ---------------------------- |
| Carlo Boszhard      | De Verteller                 |
| Buddy Vedder        | Prins Noah                   |
| Celinde Schoenmaker | Assepoester                  |
| Berget Lewis        | Goede Fee                    |
| Ger Otte            | Koning, vader van prins Noah |
| Pip Pellens         | Stiefzuster Petunia          |
| Esmée van Kampen    | Stiefzuster Azalea           |
| Fred van Leer       | Boze Stiefmoeder             |
| Ger Otte            | Kerstman                     |

### The Christmas Show 2019: Doornroosje en de Kerstprins
In het voorjaar van 2019 werd de vijfde editie aangekondigd, deze gaat verschijnen onder de naam The Christmas Show: Doornroosje en de Kerstprins. Carlo Boszhard, Celinde Schoenmaker en Buddy Vedder keerden terug in deze nieuwe editie. Zangeres Famke Louise maakt in deze voorstelling haar theaterdebuut. In september 2019 werd de complete cast bekend gemaakt.
Rolverdeling
| Acteur              | Rol                                    |
| ------------------- | -------------------------------------- |
| Carlo Boszhard      | De Verteller                           |
| Celinde Schoenmaker | Doornroosje                            |
| Ilse Warringa       | Fee Fataal                             |
| Esmée van Kampen    | Fee Formidabel                         |
| Famke Louise        | Fee Fresh                              |
| Tim Douwsma         | Prins Timothy Tromp                    |
| Buddy Vedder        | Jingle, speelgoedmaker van de Kerstman |
| Ger Otte            | Koning Tromp                           |

## Trivia
- Carlo Boszhard is de enige acteur die in alle edities te zien was, wel telkens in andere rollen.